# Nogent-l'Artaud
 Nogent-l'Artaud  es una población y comuna francesa, en la región de Picardía, departamento de Aisne, en el distrito de Château-Thierry y cantón de Charly-sur-Marne.

## Demografía
| 1 187 | 1 187 | 1 270 | 1 433 | 1 852 | 2 049 | 2 130 |
| Para los censos de 1962 a 1999 la población legal corresponde a la población sin duplicidades (Fuente: INSEE [Consultar]) |       |       |       |       |       |       |